# 'Alhan Nahfan
'Alhan (Nahfan) a fost un rege din Saba, din dinastia Hamdanizilor, care a trăit în jurul anului 200 d.Hr.